# Trbotor (arheološka zona)
Arheološka zona Trbotor nalazi se u Žeževici.

## Opis
Datacija je od 2000. g. pr. Kr. do 1900. g. Nalazi se na sjevernoj strani brda Sidoča, na razmeđu Opanaka i Žeževice. Radi se o kompleksnom arheološkom nalazištu koje ima nekoliko faza razvoja. Prvu fazu predstavlja prapovijesna gradina Trbotor te šest prapovijesnih gomila. Prapovijesna gradina smještena je na istaknutom obronku koji je omogućavao kontrolu čitavog Z dijela Imotske krajine kao i dijela omiškog zaleđa. Zaravnjeni plato gradine branjen je jednostrukim bedemom sa sjeverne i južne strane dok je s I strane branjen dvostrukim bedemom. Širina sačuvanog bedema varira od 3-10 m dok visina varira od 2-4 m. Vanjski plato gradine je niži i uži te zemljan dok je unutarnji plato gradine uzdignut i kamenit. Gradinu su koristili i antički stanovnici kako svjedoče pokretni nalazi. Ova antička revitalizacija gradine predstavlja drugu fazu razvoja nalazišta. S i SI od gradine nalaze se 4 prapovijesne gomile dok se 3 manje nalaze dvadesetak m od SI bedema. Između ovih gomila, u podnožju brda nalazi se bunar Pišćet dijelom ozidan kamenom. Bunar predstavlja treću fazu razvoja na ovom nalazištu.

## Zaštita
Pod oznakom Z-6944 zavedena je kao nepokretno kulturno dobro - kulturno-povijesna cjelina, pravna statusa zaštićena kulturnog dobra, klasificirano kao "arheološka baština".